# Atentado del Nevsky Express

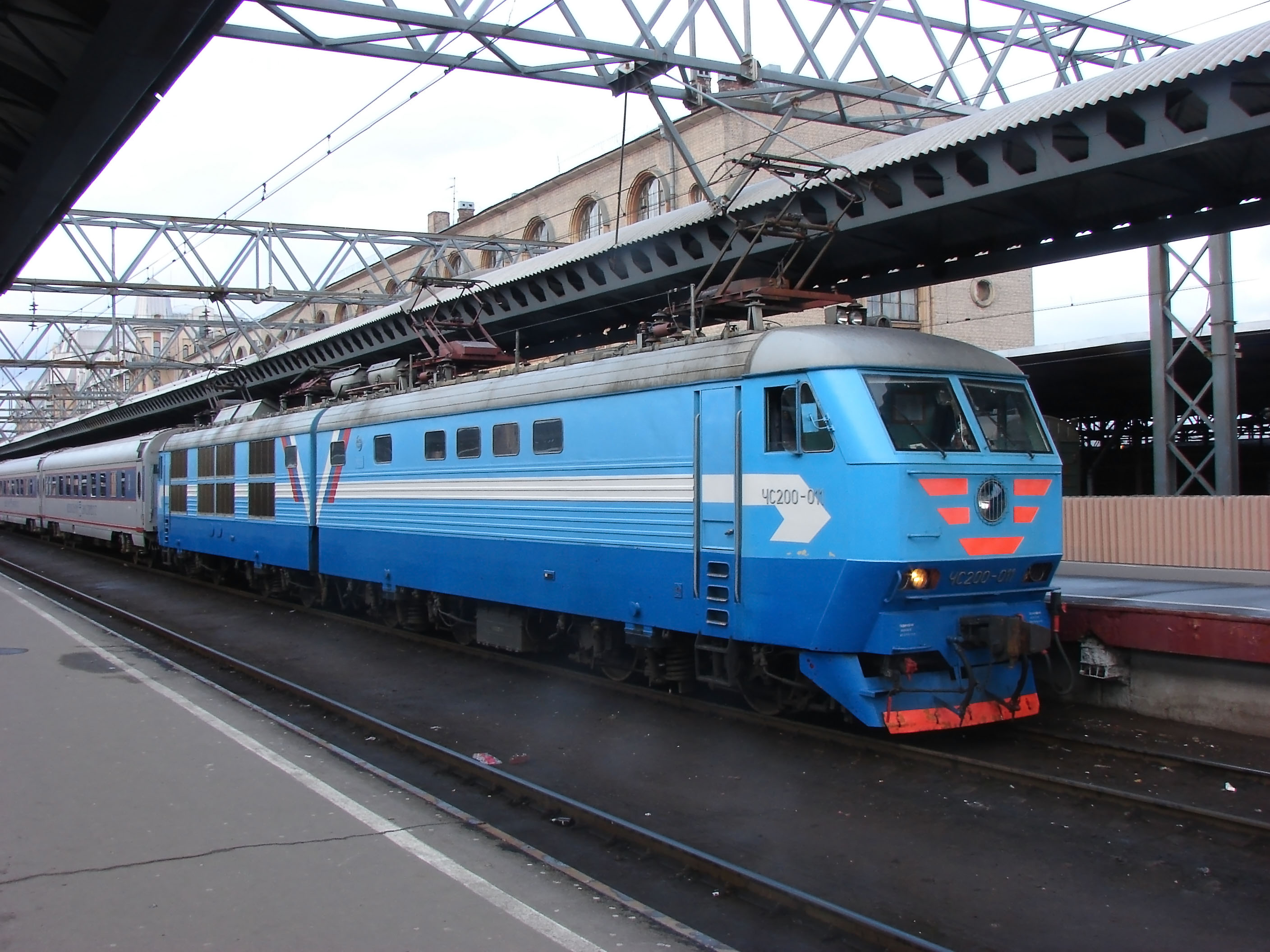
Locomotora eléctrica Škoda Chs200 (66E) con el tren "Nevsky Express".

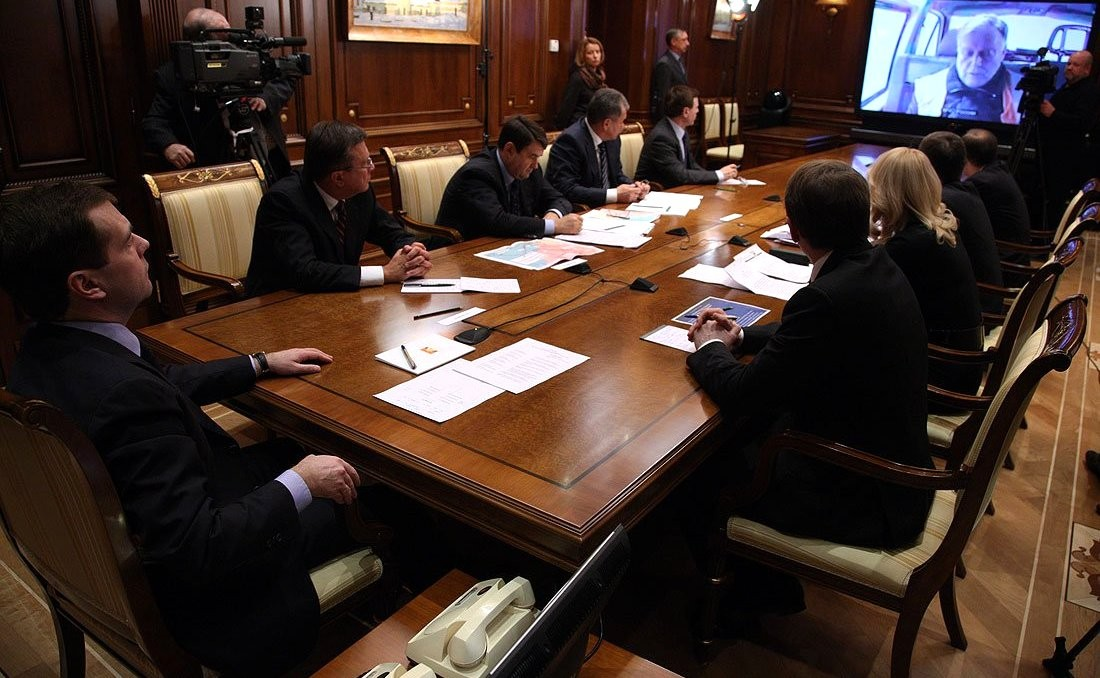
Conferencia con Vladimir Yakunin.

El atentado al Nevsky Express se produjo el 27 de noviembre de 2009 cuando una bomba explotó bajo las vías del tren de alta velocidad que une las ciudades rusas de Moscú y San Petersburgo, causando su descarrilamiento cerca de la localidad de Bologoye, Tver (a unos 350 kilómetros al noroeste de Moscú), a las 21:34 hora local (18:34 UTC). Las autoridades rusas informaron inicialmente del fallecimiento de 39 personas y de 95 heridos, pero más tarde rectificaron el número de víctimas rebajando la cifra a 27 muertes el 2 de diciembre, de las cuales seis que quedaron atrapados bajo los amasijos de hierros de los convoyes. Al día siguiente del atentado se produjo una segunda explosión de escasa potencia en la zona de la investigación, con el resultado de un herido.
Los primeros en llegar al lugar del suceso fueron vecinos de Likoshino, población cercana al lugar. Allí se montó un hospital provisional, aunque los últimos 50 heridos fueron hospitalizados en San Petersburgo. Se cree que en el momento del descarrilamiento, iban a bordo del Nevsky Express, 661 pasajeros en 13 vagones, de los cuales, cuatro fueron afectados por el incidente. Aunque los informes iniciales apuntaron a un fallo eléctrico como causa del descarrilamiento, la investigación demostró que pudo haberse producido a causa de un atentado terrorista, pues se encontró un cráter en el terreno cercano al lugar del accidente.
El gobierno confirmó que el accidente fue perpetrado por terroristas haciendo de este descarrilamiento, el más mortífero provocado en Rusia por acciones de banda armada fuera de la región del Cáucaso Norte en años. Sin embargo, la versión oficial fue cuestionada por algunos ingenieros de la red ferroviaria, quienes sugirieron que el descarrilamiento pudo haber sido producido por uno o varios fallos técnicos sin que fuera necesaria ninguna explosión.

## Causa
Los medios de comunicación del país informaron en un principio que la causa del descarrilamiento era un fallo eléctrico. Sin embargo, varios testigos comentaron haber oído una "fuerte explosión" y visto el hallazgo de un cráter de 1 metro bajo las vías afectadas, se modificó el foco de la investigación, ya que los oficiales sospechaban que el accidente pudiera haber sido fruto de un ataque terrorista. El 28 de noviembre, Aleksandr Bortnikov, jefe del Servicio Federal de Seguridad (FSB) informó al presidente Dmitri Medvédev que el tren descarriló por la explosión de 7 kilos de TNT, no obstante, otros pasajeros declararon a los reporteros, no haber oído nada.
Los primeros informes de la investigación no indicaron consenso alguno sobre la causa. Mientras algunos informes hablaban de sospechas de actividades relacionadas con el terrorismo, un oficial de policía dijo que el cráter podía ser simplemente un hoyo que alguien cavó aunque también pudo haber sido producido por un artefacto explosivo. Sin embargo, se escuchó una segunda explosión después de que los primeros testigos se acercasen a la escena. Este hecho confirmaba que se trataba de un ataque terrorista. 
Algunos expertos afirmaban que la causa principal del descarrilamiento con una probabilidad del 90 a 95% podría deberse a defectos estructurales en el material de los rieles, lo que en combinación con la tensión (o desgaste) por sobreutilización prolongada y la velocidad extrema (superior a los 200 km/h), pudo llevar a la catástrofe.
La autoría del ataque fue atribuida inicialmente a un grupo nacionalista de extrema derecha, hasta que otro grupo, los Muyaidines del Cáucaso se atribuyeron el atentado indicando que seguían órdenes de Dokka Umarov, considerado "líder de la insurgencia islámica del Cáucaso Norte". El ataque reivindicado forma parte de una serie de atentados planeados contra las infraestructuras rusas. Vladimir Yakunin halló similitudes entre este atentado y otro sucedido dos años atrás, sin embargo, la autoría del atentado está por confirmar. Mientras tanto, el Presidente de Chechenia, Ramzán Kadýrov expresó dudas sobre la participación directa de Umarov.

### Circunstancias del atentado
Según la versión de la investigación, la primera explosión se produjo debajo de la locomotora eléctrica CHS200-010 (ЧС200-010). Como resultado fue arrancado un trozo del raíl de más de 50 cm. La locomotora y la mayor parte de los vagones pasaron sobre el lugar de la explosión a gran velocidad. El descarrilamiento de los vagones comenzó desde el tercer vagón contando desde el final. Este vagón descarriló, pero se quedó en la vía y siguió enganchado al resto del tren. El segundo vagón se desenganchó, volcó sobre un lado y por inercia siguió desplazándose por la vía en esta condición varias decenas de metros. Fue el vagón que sufrió más daños. El último vagón, a pesar de descarrilar, permaneció verticalmente. El resto del tren, incluyendo el tercer vagón, se quedó a varios cientos de metros de los otros dos vagones.
En el lugar del suceso fue encontrado un cráter de aproximadamente un metro en diámetro. Según los investigadores el dispositivo explosivo, de fabricación casera, era equivalente a 7 kilos de TNT.

### Datos del examen médico forense
El 3 de diciembre de 2009 fueron publicados los datos del examen médico forense, según los cuales en el momento del descarrilamiento el tren iba a 190 kilómetros por hora. La mayoría de los fallecidos estaban en el último vagón (con el número 1). Los primeros diez vagones no han sufrido daños. Los vagones número 2, 3 y 4 se inclinaron a un lado y quedaron en la pendiente. El vagón número 1 se desenganchó del tren, se levantó sobre los rieles, se chocó con tres pilares de hormigón de la línea eléctrica y se chocó con la pendiente con su parte frontal.
Fue ese choque, y no la explosión, el que causó un número elevado de víctimas que fallecieron por daños mecánicos y compresión por objetos contundentes. No se hallaron efectos del fuego en los cuerpos.
Según los datos del periódico Kommersant, los asientos del tren de fabricación rusa con una carcasa de acero fueron sustituidos por unos de fabricación alemana hechos de aluminio y plástico. Dichos asientos podrían soportar peor el choque.

## Víctimas

### Descarrilamiento
Fallecidos
El tren era conocido por llevar a varios oficiales del gobierno y ejecutivos rusos de negocios. Entre las víctimas mortales se encuentran: Boris Yevstratikov, director de la Agencia rusa de reservas (Rosreserve), Sergei Tarasov, presidente de la Agencia Federal de Carretera (Rosautodor), Liudmila Mujina, subdirector de la Agencia Federal de Pesca (Rosrybolovstvo), y los periodistas de Sanoma y publicadora del diario Vedomosti, Natalia Karavayeva, y de Russia Today, Anton Jaletski.
Heridos
Entre los heridos se encuentran el subdirector de Rosreserve, Dmitri Goin, y Aleksandr Poshivái, director administrativo de la misma agencia.

### Segunda explosión
Al día siguiente (28 de noviembre), se escuchó la explosión de una segunda bomba, esta vez de menos potencia cerca del lugar de la primera detonación. La bomba fue detonada mediante control remoto y aparentemente tenía como objetivo a los investigadores. 
En la segunda detonación no se produjo ninguna víctima mortal, sin embargo, hubo una persona herida fruto de la explosión, Aleksandr Bastrykin con traumatismo craneoencefálico, por lo que tuvo que ser hospitalizado.

## Reacción
El presidente Dmitri Medvédev fue informado del incidente y ordenó al FSB una investigación, mientras el Ministerio de Situaciones de Emergencia mantenía una reunión de crisis con los Ministerios de Sanidad y de Interior. El Presidente de los Estados Unidos, Barack Obama ofreció un comunicado de condena en el que declaraba sentirse «profundamente conmocionado por los graves daños y la terrible perdida de vidas». Según el ministro del Interior, Rashid Nurgaliyev, varios líderes han sido perseguidos y se han abierto casos criminales bajo los artículos 205 (terrorismo) y 22 (tenencia ilícita de armas y explosivos) del código penal. El 3 de diciembre, en una entrevista televisada, el primer ministro, Vladímir Putin también instó a tomar medidas contra los perpetradores del atentado y reiteró que el terrorismo sigue siendo la principal amenaza para el país. El mismo día, los cuerpos de seguridad de transporte realizaron bosquejos de cuatro posibles sospechosos, de los cuales uno resultaría ser una mujer. El Servicio de Seguridad alegó que aquellos individuos alquilaron una casa cerca del pueblo con el propósito de controlar los horarios de la línea para preparar el ataque y consiguientes detonaciones.

## Resolución del crimen
El 6 de marzo de 2010 el director general del Servicio Federal de Seguridad Aleksandr Bortnikov informó al Presidente de Rusia Dmitri Medvédev sobre la eliminación en Ingusetia del conocido terrorista Said Buriatski y otros que cometieron el atentado. Bortnikov dijo que fueron realizados análisis genéticos de los bandidos, según los cuales confirman su participación en el atentado. Según él, en el lugar de la operación especial fueron halladas pruebas relacionadas con la explosión bajo el tren. Además se encontraron dispositivos explosivos "idénticos a los que se emplearon en el atentado del Nevsky Express de 2007".
Según el FSB en una de las casas del pueblo Ekazhevo en Ingusetia fue hallado un taller clandestino que se utilizaba para la fabricación de dispositivos explosivos por los bandidos. Durante el examen del mismo fueron encontradas pruebas relacionadas con el atentado del Nevsky Express de 2009 y atentado análogo en el óblast de Tver de 2007.
El 29 de marzo de 2010 Dmitri Medvédev confirmó que los organizadores del atentado del Nevsky Express fueron eliminados.